# 安朔村
22°18′02″N 120°50′18″E / 22.3004225°N 120.8384093°E
安朔村，是臺灣臺東縣達仁鄉所轄的6個村之一，位在達仁鄉西南緣。人口約518人，北鄰新化村、南鄰森永村、東鄰大武鄉南興村、西鄰屏東縣獅子鄉內獅村、草埔村。

## 交通

### 鐵路
臺灣鐵路管理局
- 南迴線：菩安號誌站（已廢止）

### 公路
省道
- 台9線：南迴公路
- 台9戊線：南迴公路舊線
- 台26線（僅通至下南田）

### 客運
- 東台灣客運

## 相關連結
- 安朔村 台東縣達仁鄉公所 （页面存档备份，存于）
- 阿朗壹部落(達仁鄉安朔社區) 文化部 （页面存档备份，存于）
- 安朔部落【Aljungic】臺灣原住民族資訊資源網 （页面存档备份，存于）